# Ilya Sobol
Pour les articles homonymes, voir Sobol.
Ilya Meïérovitch Sobol’ (Илья Меерович Соболь) est un mathématicien russe né le 15 août 1926 à Panevėžys (Lithuanie). 

## Travaux
En analyse de sensibilité, il introduit les indices de Sobol’.
En 1967, il introduit les suites de Sobol’ (également nommées suites LPτ ou (t, s)  suites  en base 2), qui sont des exemples de suites à discrépance faible quasi-aléatoires.
Il a également travaillé sur les méthodes de Monte-Carlo.